# Planell de Sartari
El Planell de Sartari és un planell d'unes 7 hectàrees d'extensió situat a la vall d'Unarre a una altitud de 1.957 metres que rep aigua del riu d'Unarre procedent de l'Estany de la Gola per la cascada de la Gola, aigua procedent de l'Estany de Ventolau i el conjunt lacustre dels Tres Estanys per la remarcable cascada de Sartari i per alguns barrancs que descendeixen de la Serra de Mascarida.
És un indret de gran valor paisatgístic, ramader i ecològic (molleres). La planura d'herba és creuada per dos corrents principals d'aigua amb moltes ramificacions que s'acaben agrupant en dues sortides, a cada banda de la vall d'Unarre, i que s'uneixen sota el planell després d'unes cascades.
S'hi arriba pel Camí de l'Estany de la Gola, i té un aparcament al seu nom, que es troba a 1 km més al sud, a una altitud de 1.800 metres.